# Tyson Wahl
Tyson Wahl (Newport Beach, 23 febbraio 1984) è un ex calciatore statunitense, di ruolo difensore.